# Az Amerikai Virgin-szigetek az 1994. évi téli olimpiai játékokon
Az Amerikai Virgin-szigetek a norvégiai Lillehammerben megrendezett 1994. évi téli olimpiai játékok egyik részt vevő nemzete volt. Az országot az olimpián 2 sportágban 8 sportoló képviselte, akik érmet nem szereztek.

## Bob
| Versenyző                                             | Versenyszám | 1. futam | 1. futam | 2. futam | 2. futam | 3. futam | 3. futam | 4. futam | 4. futam | Összesítés | Összesítés |
| Versenyző                                             | Versenyszám | Idő      | Hely.    | Idő      | Hely.    | Idő      | Hely.    | Idő      | Hely.    | Idő        | Helyezés   |
| ----------------------------------------------------- | ----------- | -------- | -------- | -------- | -------- | -------- | -------- | -------- | -------- | ---------- | ---------- |
| Keith Sudziarski Todd Schultz                         | Kettes      | 55,16    | 39.      | 55,13    | 40.      | 55,24    | 39.*     | 55,25    | 40.      | 3:40,78    | 38.        |
| Zachary Zoller Paul Zar                               | Kettes      | 56,01    | 43.      | 56,57    | 43.      | 56,15    | 43.      | 56,28    | 42.      | 3:45,01    | 42.        |
| Zachary Zoller Paul Zar David Entwistle Alexander Poe | Négyes      | 53,79    | 29.      | 53,82    | 29.      | 54,23    | 28.      | 53,81    | 27.      | 3:35,65    | 28.        |

* - egy másik csapattal azonos eredményt ért el

## Szánkó
| Versenyző      | Versenyszám | 1. futam | 1. futam | 2. futam | 2. futam | 3. futam | 3. futam | 4. futam | 4. futam | Összesítés | Összesítés |
| Versenyző      | Versenyszám | Idő      | Hely.    | Idő      | Hely.    | Idő      | Hely.    | Idő      | Hely.    | Idő        | Helyezés   |
| -------------- | ----------- | -------- | -------- | -------- | -------- | -------- | -------- | -------- | -------- | ---------- | ---------- |
| Kyle Heikkila  | Férfi egyes | 52,007   | 26.      | 52,007   | 24.      | 51,519   | 20.      | 51,703   | 21.      | 3:27,236   | 23.        |
| Anne Abernathy | Női egyes   | 50,698   | 22.      | 50,190   | 19.      | 49,776   | 18.      | 50,167   | 19.      | 3:20,831   | 20.        |